# Afrikansk lärkfalk
Afrikansk lärkfalk (Falco cuvierii) är en fågel i familjen falkar inom ordningen falkfåglar.

## Utseende och läte
Afrikansk lärkfalk är en kompakt medelstor falk med mörk fjäderdräkt. Den är blågrå på ryggen, svart på huvudet och rostrött undertill. Adulta fåglar har endast svag eller ingen streckning undertill, medan ungfågeln har kraftiga streck. Arten liknar taitafalken i färgerna, men har roströd strupe och längre stjärt. Från lärkfalken skiljer den sig genom helt roströd undersida. Bland lätena hörs "kwe" och "keek". 

## Utbredning och systematik
Fågeln förekommer på savannen i Afrika södra om Sahara. Den behandlas som monotypisk, det vill säga att den inte delas in i några underarter.

### Släktskap
Enligt genetiska studier från 2015 är afrikansk lärkfalk systerart till lärkfalk (Falco subbuteo). De två står vidare närmast sotfalken (F. concolor) och dessa utgör systergrupp till eleonorafalken (F. eleonorae). Australisk lärkfalk (F. longipennis) och orientlärkfalk (F. severus) är trots namnen mer avlägset släkt.

## Levnadssätt
Afrikansk lärkfalk är en lokalt och ovanligt förekommande fågel i en rad olika miljöer, som skog, skogsbryn och savann. Ibland kan den ses jaga över mycket öppna ytor som gräsmarker. Fågeln flyger snabbt, direkt och kraftfullt och är mest aktiv i skymning och gryning.

## Status och hot
Arten har ett stort utbredningsområde, men tros minska i antal, dock inte tillräckligt kraftigt för att den ska betraktas som hotad. Internationella naturvårdsunionen IUCN listar arten som livskraftig (LC).

## Namn
Fågelns vetenskapliga artnamn hedrar Jean Léopold Nicolas Frédéric Cuvier (1769-1832), fransk anatomist bättre känd som Georges Cuvier.